# Fosca
Pour les articles homonymes, voir Fosca (opéra) et Vallée Fosca.
Fosca, officiellement appelé San Antonio de Fosca, est une municipalité située dans le département de Cundinamarca, en Colombie, située à 62 km au sud-est de la capitale, Bogota. Fosca est connue pour son climat froid et ses paysages ruraux et montagneux.

## Histoire
À l’époque précolombienne, le territoire de Fosca était habité par les Maus, les Macos et les Guapis, sur les terres desquels les Muiscas maintenant une garnison de güechas afin de surveiller leurs frontières avec le peuple Guayupe.
L'identité du découvreur de Fosca demeure incertaine, car au moins deux versions contradictoires existent. Selon la version la plus répandue, l'explorateur allemand, Nikolaus Federmann, aurait découvert le village le 1er septembre 1538, cette version est si populaire qu'un buste en l'honneur du conquistador a été érigé sur la place principale. Une autre version, toutefois, attribue la découverte du territoire à Pedro de Limpias, qui l’aurait atteint le 5 février 1539 lors d’une expédition depuis l'Orénoquie.